# Reino de Luang Prabang
O  Reino de Luang Prabang, formou-se em 1707 como resultado da divisão do reino de Lan Xang. Ao longo de sua história, a monarquia era tão fraca que foi forçada a pagar tributo em vários momentos aos reinos Birmanês ou Siamês. Depois de um ataque particularmente destrutivo por parte do exército de Black Flag em 1887, o reino escolheu aceitar a proteção francesa integrado-se na Indochina Francesa. Ele continuou como um protetorado francês até pouco depois do fim da Segunda Guerra Mundial, quando se tornou o novo Reino do Laos sob a liderança do rei Sisavang Vong.

## Reis
- Kitsarat (1707–1713)
- Ong Kham (1713–1723)
- Thao Ang (Inthason) (1723–1749)
- Intharavongsa (1749)
- Inthaphom (1749)
- Sotika-Kuomane (1749–1768) (Birmanês vassalo, 1765–1768)[1]
- Surinyavong II (1768–1788) (Birmanês vassalo, 1768–1778)[2]
- Ocupação siamesa (1791–1792)[2]
- Anurutha (de 3 fevereiro de 1792 - 1793) (1.º reinado)
- Ocupação siamesa (1793 - 2 de junho de 1794)
- Anurutha (de 2 junho de 1794 a 31 de dezembro de 1819) (2.º reinado)
- Manthaturath (de 31 dezembro de 1819 a 7 de março de 1837) (Regente de Anurutha de 1817 até 31 de dezembro de 1819; viveu como monge em Bangkok a partir de 1825 até 1826, deixando Luang Prabang para ser administrada por funcionários tailandeses)
- Unkeo (1837–1838) (Regente)
- Sukha-Söm (1838 - 23 de setembro de 1850)
- Josi-Kuman (de 23 setembro de 1850 - 1 de outubro de 1868)
- Oun Kham (de 1 outubro de 1868 - 15 de dezembro de 1895) (Zakarine foi regente de Oun Kham a partir de abril de 1888 até 15 de dezembro de 1895)
- (...) (de 15 de dezembro de 1895 a 26 de março de 1904)
- Sisavang Vong de 26 março de 1904 a 27 de agosto de 1946)

A partir de 12 de outubro de 1945, Sisavang Vong foi oficialmente o rei de Laos até 1959.